# Widdersdorf (Köln)
Der Stadtteil Widdersdorf liegt im Westen der Stadt Köln, im Stadtbezirk Lindenthal.

## Lage

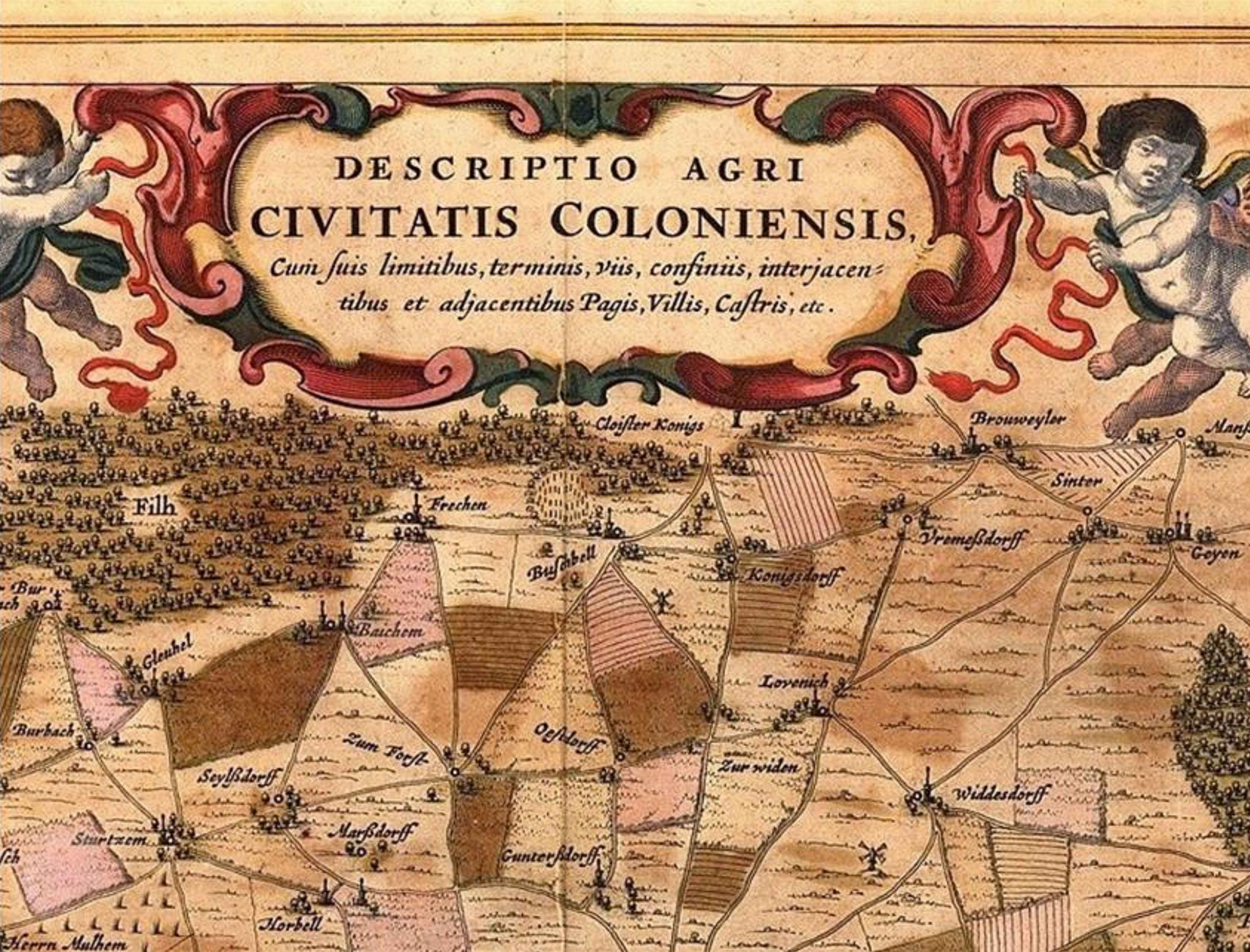
Karte der Umgebung von Köln, unten rechts "Widdesdorff" (1663)

Widdersdorf grenzt im Osten und Norden an den Stadtteil Bocklemünd/Mengenich, im Süden an die Stadtteile Müngersdorf und Lövenich, im Westen an Pulheim-Brauweiler und im Osten an den Stadtteil Vogelsang. Widdersdorf befindet sich bereits auf der Mittelterrasse des Rheintals und ist ein Ort ohne bauliche Berührungspunkte zu anderen Stadtteilen Kölns. Widdersdorf ist heute der Stadtteil 309 im nördlichen Teil des Kölner Stadtbezirks 3 Lindenthal.

## Geschichte
Widdersdorf war bereits zur römischen Zeit und seit dem achten Jahrhundert besiedelt. 1109 wurde der Ort erstmals urkundlich als Wedersdorp erwähnt und war durch die Jahrhunderte hindurch ein Außenhof der Benediktinerabtei Brauweiler gewesen. Vermutlich lässt sich der Name auf die Tierbezeichnung Widder zurückführen. Seit dem Mittelalter gehörte Widdersdorf zum Amt Königsdorf im Kurfürstentum Köln. Seit 1494 verfügte das Kloster Brauweiler über das Recht, den Pfarrherr zu stellen und dieser übte damit gleichzeitig die Gerichtsbarkeit über Widdersdorf aus. 1794 besetzten französische Revolutionstruppen den Ort und er kam im Zuge der Verwaltungsreform an die neugeschaffene Mairie de Freimersdorf im Kanton Weiden im Arrondissement de Cologne im Département de la Roer. 1815 kam Widdersdorf an das Königreich Preußen und wurde ein Teil der Bürgermeisterei Freimersdorf. Der Verwaltungssitz der neuen Bürgermeisterei befand sich zunächst in Widdersdorf, wurde aber 1855 nach Brauweiler verlegt.
im Jahr 1907 wurde in Widdersdorf eine Freiwillige Feuerwehr gegründet. Die Einheit existiert heute noch und wurde mit der Eingemeindung des Ortes in das Gebiet der Stadt Köln in die Strukturen der Feuerwehr Köln integriert. Die Löschgruppe ist heute noch für den Brandschutz in Widdersdorf und die angrenzende Gebiete zuständig.

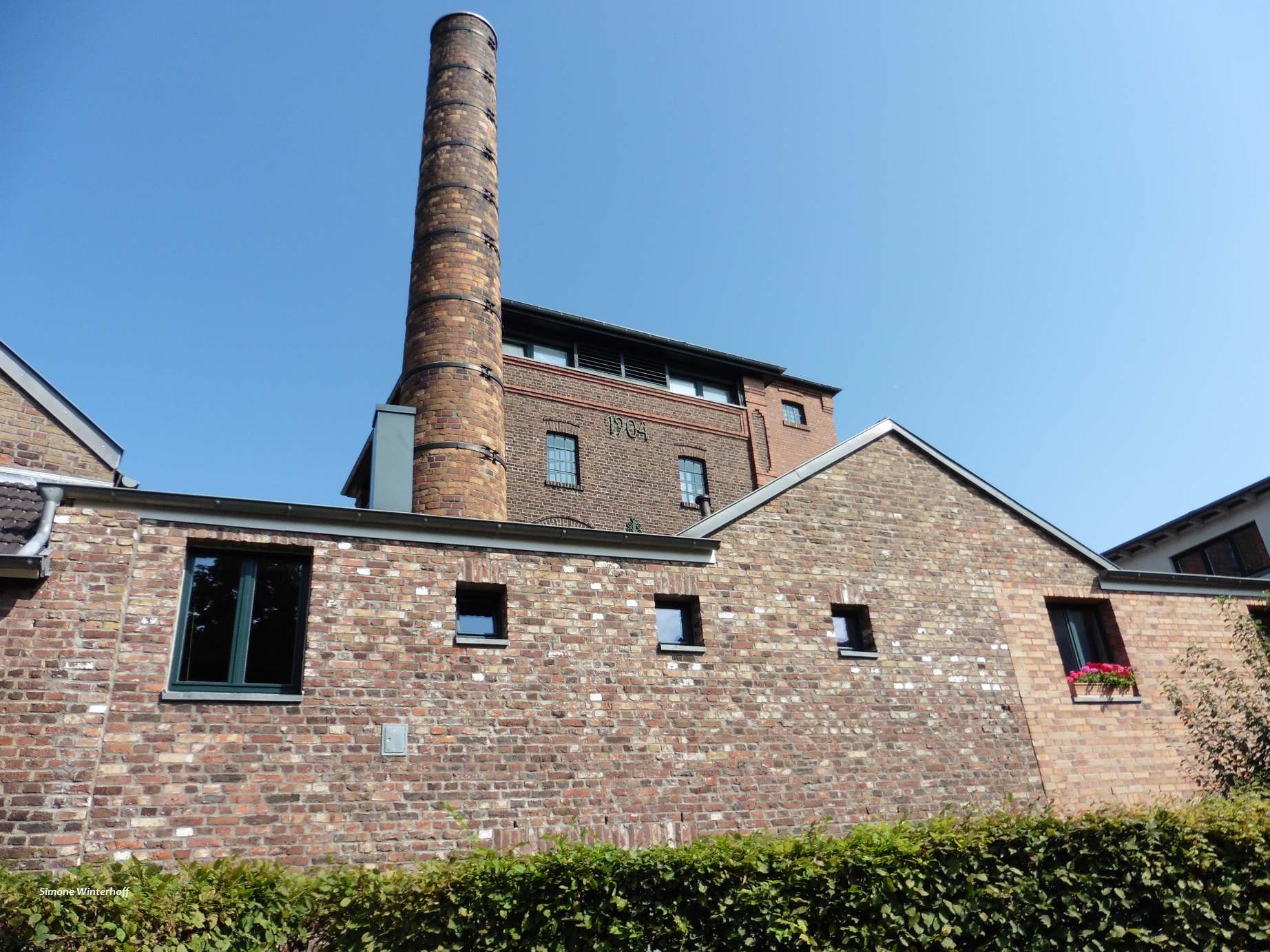
Alte Brennerei

1928 wurde das Amt Freimersdorf in Amt Brauweiler umbenannt. Von 1934 bis 1951 war Widdersdorf ein Teil des Amtes Lövenich beziehungsweise des Amtes Weiden. Seitdem war Widdersdorf ein Teil der Gemeinde Brauweiler im Landkreis Köln. Seit dem 1. Januar 1975 ist Widdersdorf ein Teil der Stadt Köln.
1902 wurde in Widdersdorf die Sester Kölsch-Brauerei gegründet, welche jedoch später nach Köln-Ehrenfeld umzog. Die Brauerei wurde dann als Kornbrennerei genutzt. Diese wurde zwischen 1998 und 2000 zu Wohnzwecken umgebaut. Das Baudenkmal Brennerei mit seinem Ensemble bildenden Backsteingebäuden wurde im Jahr 1904 erbaut. Das viergeschossige Kesselhaus und der Klinkerschornstein überragen die um einen gepflasterten Hof gruppierte Bebauung. In enger Zusammenarbeit mit dem Stadtkonservator wurde ein Konzept entwickelt, das die bestehende und zugefügte, moderne Bausubstanz harmonisch verbinden soll.

### Kirche St. Jakobus

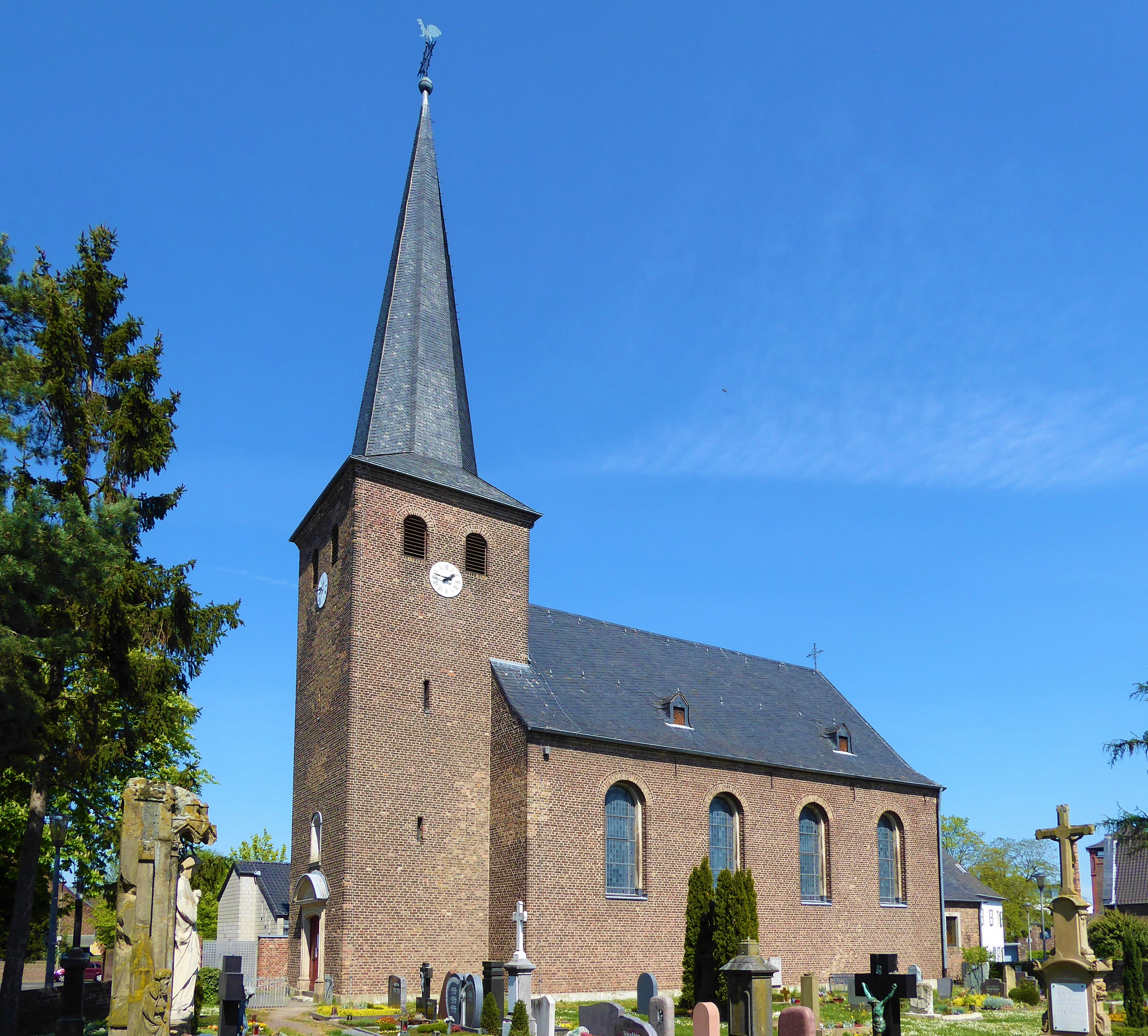
Die Katholische Pfarrkirche St. Jakobus

Die heutige Kirche, ein einschiffiger Backsteinbau mit dreiseitig geschlossenem Chor, Satteldach und vorgelagertem Westturm, stammt lt. Inschrift aus dem Jahr 1745. Wie man aus Aufzeichnungen wusste, stand hier ursprünglich eine kleine romanische Kapelle, deren Fundamente bei der Kirchenrenovierung 1988/89 entdeckt wurden. Neben dem Pfarrhaus, dem ehemaligen Herrenhaus (um 1775 errichtet) einer niedergelegten Hofanlage, ist das dritte historische Bauwerk der heutigen Kirchengemeinde St. Franziskus das Küsterhaus. Bis 1870 war es das Schulhaus des Ortes.
In den Jahren 1965–1973 wurden diese drei Baudenkmäler in Zusammenarbeit mit der Denkmalpflege einer umfassenden Renovierung unterzogen. Zwei Jahrzehnte später folgten eine aufwendige Erneuerung des Dachstuhls (1986) und des Kircheninneren (1988/89). Die Erweiterung des Pfarrheims anstelle des ehemaligen Pfarrhofs wurde im Frühjahr 2001 fertiggestellt. Das neue Gebäude otintiert sich im Grundriss an den ehemaligen landwirtschaftlichen Gebäuden, die vorher an gleicher Stelle standen.
Der alte Widdersdorfer Friedhof, auf dem sich eine Vielzahl historischer Grabstätten befinden, ist im klassischen Sinne ein Kirchhof, weil der sich auf der Südseite der Kirche Sankt Jakobus (18. Jahrhundert) öffnet. Die zur Zeit erkennbaren circa 140 Grabstätten verteilen sich auf drei Flurstücke. Um 1880 steht der Friedhof im Gemeindeeigentum. Im Jahre 1913 wurde der Friedhof nach Süden vergrößert.

### Alt-Widdersdorf

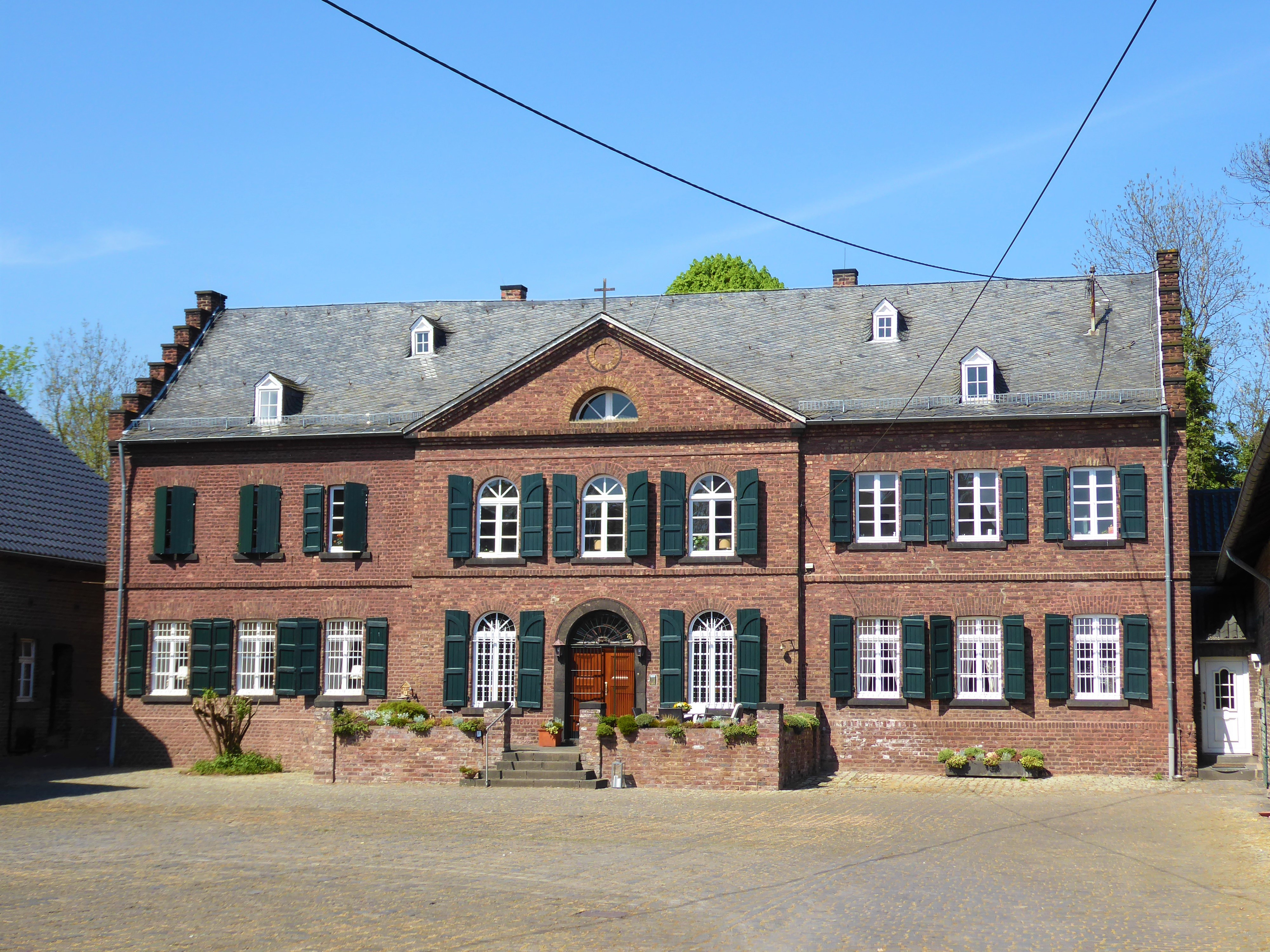
Denkmalgeschützte Hofanlage Burghof, Sitz des Reitervereins Gut Burghof e. V.

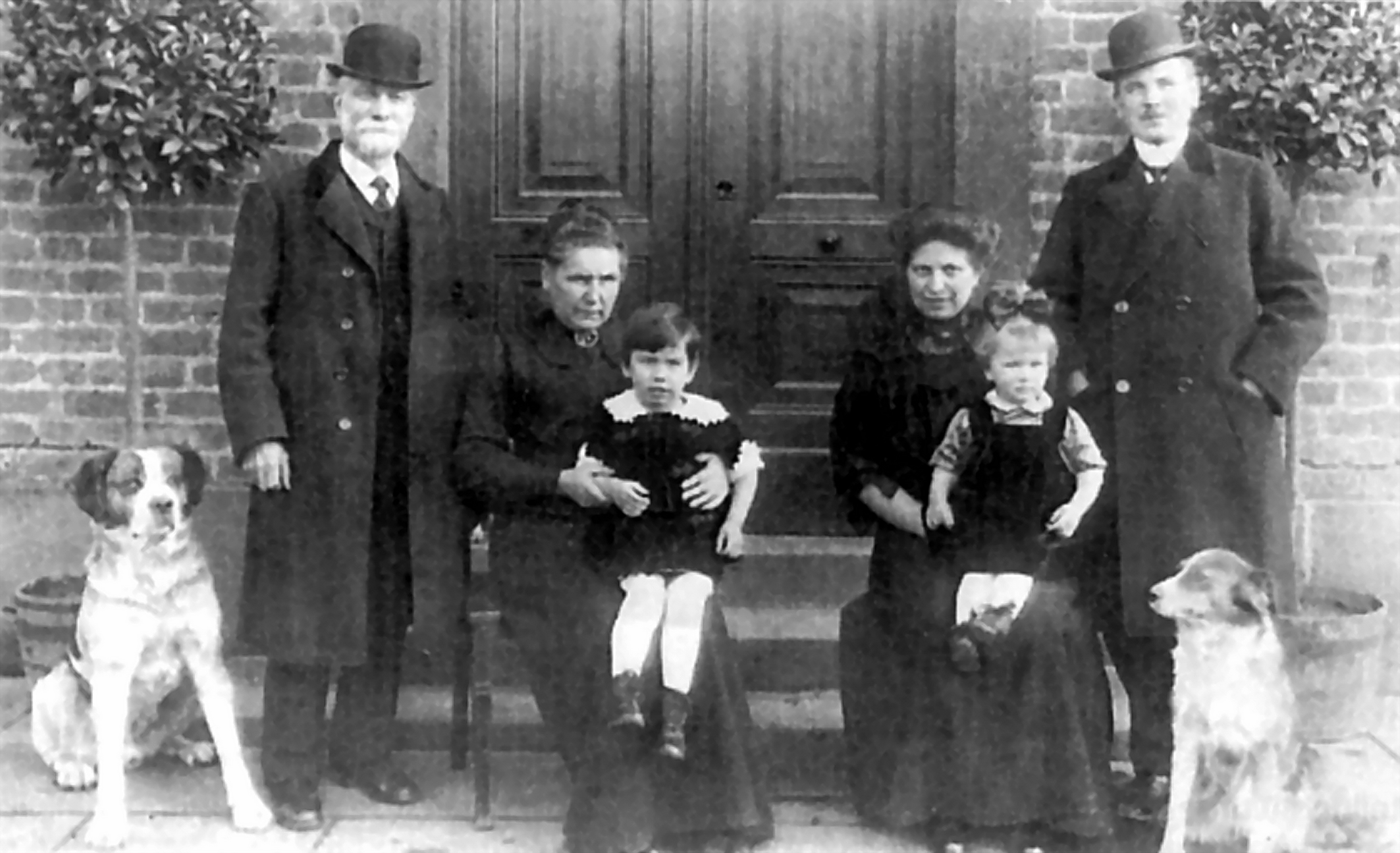
Der Besitzer des Mertenshofes Paul Decker (rechts) mit Familie vor dem Herrenhaus (ca. 1840)

Alle bedeutenden Hofanlagen und die dazugehörige dörfliche Struktur von Widdersdorf haben sich in einzigartiger Weise erhalten, womit die bauliche und soziale Struktur des einstigen Haufendorfes bewahrt wurde. Der historischer Kern erstreckt sich entlang der Hauptstraße. Mit dem dominierenden Burghof, der Kirche und der alten Brennerei liegt der bauliche Schwerpunkt des Ortes im Westen. In der östlichen Flur liegen der Rather Hof und der Neu-Subbelrather Hof, im Süden der Turmhof und der Mertenshof. Der gehörte, „wie 1360, im Rentbuch vermerkt, dem Dominikanerinnenkloster St. Gertrud in Köln. Wie der benachbarte Turmhof wurde er von der Priorin und dem Konvent des Klosters an die angesehensten Bauern im Dorf verpachtet. In den siebziger Jahren wurde unter strengen Auflagen des Denkmalschutzes, das Herrenhaus mit anliegenden Scheunen und Ställen zu einer Wohnanlage umgebaut und erweitert.“ Die Architekten, welche die Hofanlage erwarben und ihren Typus beibehielten waren Oswald Mathias Ungers und Karl-Lothar Dietzsch. Weitere vollständige, oder noch zum Teil erhaltene Anlagen sind der Heckof, der Marienhof und der Tilmeshof. 
In der ersten Hälfte des 19. Jahrhunderts erfolgte eine Verdichtung der Bebauung innerhalb des alten Siedlungsbereiches und in der zweiten Hälfte eine Siedlungserweiterung entlang der vom Ortskern wegführenden Straßen. 1959 begann der Ausbau von Widdersdorf im Osten nördlich und südlich der Hauptstraße. Durch die Anlage neuer Wohngebiete seit den 1970er Jahren wurde Widdersdorf insbesondere für junge Familien attraktiv.
Mit dem Bauprojekt Widdersdorf Süd entstand ab 2007 das größte Neubaugebiet Deutschlands, das zu einer Erweiterung des Stadtteils auf rund 132 ha führte. Das Projekt war 2015 samt Infrastuktureinrichtungen und dem Bürgerpark weitestgehend feriggestellt. Die Bevölkerungszahl stieg von knapp 7.000 (2005) auf rund 12.500 (2020). Eine entsprechende Verkehrsanbindung durch eine Stadtbahnlinie ist zwar vorgesehen, steht jedoch noch aus (Stand: 2024).

## Bevölkerungsstatistik
Struktur der Bevölkerung von Köln-Widdersdorf (2021):
- Durchschnittsalter der Bevölkerung: 39,8 Jahre (Kölner Durchschnitt: 42,3 Jahre)
- Ausländeranteil: 11,5 % (Kölner Durchschnitt: 19,3 %)
- Arbeitslosenquote: 3,2 % (Kölner Durchschnitt: 8,6 %)

## Religion
Durch Widdersdorf führt der Jakobsweg, ein Pilgerweg.
Von diesem leitet sich der Name der katholischen Kirchengemeinde (St. Jakobus Köln) im Ort ab, welche mit den Nachbargemeinden Lövenich und Weiden einen Pfarrverband bildet.
Die evangelische Kirchengemeinde im Ort, beheimatet im Gemeindehaus „Unter Gottes Gnaden“, ist Teil der evangelischen Kirchengemeinde Ichthys. Die zahlreichen Angebote, darunter viele ökumenische, werden durch viele ehrenamtliche Gemeindemitglieder ermöglicht.

## Kultur, Freizeit und Bildung
Ein 1978 gegründeter Dorfgemeinschaftsverein widmet sich der Brauchtumspflege und organisiert Maifeierlichkeite sowie Karnevalssitzungen und -umzüge.
1991 wurde der Bürgerverein Widdersdorfer Interessengemeinschaft e. V. gegründet. Der Bürgerverein hat sich der Denkmal- und Heimatpflege verschrieben, wie es in der Satzung festgelegt ist. Er setzt sich für den Erhalt und die Förderung des kulturellen Erbes und der einzigartigen Identität von Widdersdorf ein. Das Hauptziel ist es, die einzigartige Insellage von Widdersdorf in Köln zu bewahren und zu schützen.
In Widdersdorf ist der Sportverein SV Lövenich/Widdersdorf 1986/27, kurz: SV LöWi mit rund 2200 Mitgliedern (Stand: 1/2018) beheimatet, der seinen Mitgliedern eine Reihe von Sportarten anbietet. Daneben gibt es einen Tennisclub sowie einen öffentlichen Golfclub.
Neben einer Reihe von Kindertagesstätten und Kindergärten gibt es im Stadtteil mehrere Grund- und weiterführende Schulen, darunter eine städtische sowie eine katholische Grundschule, das städtische Gymnasium Neue Sandkaul und die private Internationale Friedensschule Köln.

## Persönlichkeiten
- In Widdersdorf wurde das Maskottchen des 1. FC Köln (Geißbock Hennes VII) durch Bauer Wilhelm Schäfer (* 22. Dezember 1936 in Köln; † 11. Juni 2006 ebenda) 35 Jahre lang betreut.
- In Widdersdorf lebte Heinz Gietz, der unter anderem die Titelmelodie zu Musik ist Trumpf komponierte.
- Der Kölner Kabarettist Jürgen Becker wuchs in Widdersdorf auf.
- Der Künstler Willi Brunkow lebte und arbeitete lange Zeit in Widdersdorf.
- 1848 wurde das Mitglied des Preußischen Landtages, Christian Decker (1848–1914), auf dem Mertenshof in Widdersdorf geboren; er liegt auch in Widdersdorf begraben.
- Der Landwirt und Reichstagsabgeordnete Theodor Pingen (1841–1927) wurde in Widdersdorf geboren.